# Mauro Icardi
Mauro Emanuel Icardi Rivero (Rosario, 19 de febrero de 1993) es un futbolista argentino que juega de delantero en el Galatasaray Spor Kulübü de la Superliga de Turquía. También fue internacional con la Selección Argentina.

## Trayectoria

### Inicios de su carrera
Icardi nació en Rosario el 19 de febrero de 1993, y su familia se trasladó a Gran Canaria cuando tenía 9 años. Comenzó su carrera futbolística en la Unión Deportiva Vecindario. En el Vecindario marcó más de 500 goles en las categorías inferiores. Desde esos años trabaja con el Agente FIFA canario Abián Morano quien toma las riendas de la carrera de Mauro y decide los pasos en su carrera deportiva y en la gestión de su imagen. A través de este y mediante un video del Torneo Internacional de Arona 2008, fue disputado por FC Barcelona y Real Madrid, después de las ofertas de Valencia CF, Sevilla FC, RCD Español, Deportivo de La Coruña, Arsenal FC y Liverpool FC. El FC Barcelona ganó la carrera de Icardi, firmándolo hasta 2013 con el mejor contrato cadete firmado por un jugador de Canarias y convirtiéndose en la imagen principal del fútbol base español con la marca Adidas.
Icardi se unió a las categorías inferiores del Fútbol Club Barcelona en la temporada 2008-09 y fue incluido en la selección de fútbol sub-17 de Argentina. Fue promovido a la sub-19 del equipo la temporada siguiente antes de unirse a la Unione Calcio Sampdoria cedido en enero de 2011. Mauro en sus dos primeras temporadas consiguió el título de máximo goleador. El club catalán se reservó un 15% de opción de cobro sobre el importe recibido en un posible traslado de la U. C. Sampdoria a cualquier otro club.

### Etapa profesional en Italia

#### Sampdoria

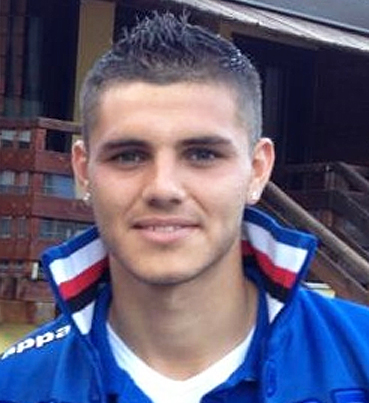
Mauro Icardi durante su etapa en la Sampdoria.

El 11 de enero de 2011, la Unione Calcio Sampdoria confirmó que Mauro Icardi había firmado con el club en calidad de préstamo hasta el final de la temporada 2010/11. El equipo italiano utilizó la opción de compra de 400 000 € en julio de 2011.
En sus primeros 6 meses en la Samp fue máximo goleador del equipo primavera y la temporada 2011/12 volvió a serlo con 19 goles. El 13 de mayo de 2012 marcó su primer gol como profesional frente a la Juve Stabia, dándole el pase matemático a los playoff de ascenso, que finalmente lograría.
A finales de agosto fue convocado con la Selección de fútbol sub-20 de Argentina donde participó en el Torneo internacional de fútbol sub-20 de la Alcudia, donde Argentina se proclamó campeona frente a España, y Mauro fue máximo goleador del torneo.
El sábado 9 de junio ascendió a la Serie A con la U.C. Sampdoria, donde marcó un gol en el clásico genovés al Génova. El domingo 6 de enero de 2013, con tan solo 19 años, marca dos goles ante la Juventus, partido que la Sampdoria terminaría ganando 2-1 a pesar de permanecer con 10 hombres casi todo el partido debido a la expulsión de Gaetano Berardi.
El domingo 27 de enero de 2013, marcó 4 goles contra el Pescara, partido que la Sampdoria terminaría ganando 6-0. En un partido que sirvió para recordar al recién fallecido presidente del club genovés, Riccardo Garrone, los cuatro goles del argentino fueron un gran homenaje.
El 10 de febrero le marca un gol a la Roma en la victoria por 3-1 de la Sampdoria, encuentro al que asistiría el seleccionador argentino, Alejandro Sabella, quien estaría siguiendo de cerca el progreso de Icardi y Erik Lamela, de la Roma. Asimismo, el extécnico del Manchester City, Roberto Mancini, estuvo circunstancialmente interesado en integrarlo a los ciudadanos durante los primeros meses de 2013.
El 3 de marzo de 2013, en el partido que disputó ante el Parma F.C., Icardi dio la victoria a su equipo con el único gol del partido. El 18 de mayo de 2013 Mauro Icardi le vuelve a marcar a la Juventus en la última jornada de la Serie A, partido que terminó 3-2 con victoria para la Sampdoria.
Las actuaciones de Icardi no quedaron inadvertidas en el propio torneo italiano, y al finalizar la temporada con la Sampdoria fue finalmente traspasado al Inter de Milán.

#### Inter de Milán
El 11 de julio de 2013 Icardi fue transferido al Inter de Milán por un total de 13 000 000 € para la temporada 2013/14, llevando la camiseta número 9 nerazzurra. La llegada de Mauro Icardi al Inter de Milán ha causado auténtico furor entre los aficionados neroazzurri. El joven delantero procedente de la Sampdoria ha entrado pisando fuerte en el corazón de los fanáticos que ya han convertido a Icardi en uno de sus ídolos del nuevo Inter de Mazzarri.
El 18 de agosto de 2013 debuta de manera oficial con la camiseta del Inter de Milán en la Copa Italia contra el AS Cittadella; jugó los 90 minutos pero no marcó en la victoria 4-0. El 14 de septiembre de 2013 Icardi marca su primer gol con la camiseta del Inter de Milán en su segundo partido en la Serie A contra la Juventus de Turín
El 29 de septiembre de 2013 Icardi marcó un gol en el empate 1-1 ante el Cagliari Calcio en la Serie A.
Pronto comenzó a ser titular y a fuerza de goles recuperó la confianza de su entrenador. El 23 de marzo como titular marcó un gol contra el Atalanta B.C. en la derrota por 2-1. En la jornada 32, frente al Bolonia, marcó un doblete en el empate 2-2.
Continuando con su buen momento, en la jornada siguiente visitando a la Sampdoria, su exequipo, marcó un nuevo doblete en la goleada 4-0. El 10 de mayo Icardi metió un gol en la victoria ante la SS Lazio 4-1. El partido tuvo la despedida de su compatriota y compañero Javier Zanetti.
Mauro Icardi levantó su nivel en la segunda fase del campeonato de Italia, se afianzo como titular a fuerza de goles y buenas actuaciones, sin embargo el Inter de Milán solo logró el quinto puesto de la Serie A y se clasificó para la UEFA Europa League.

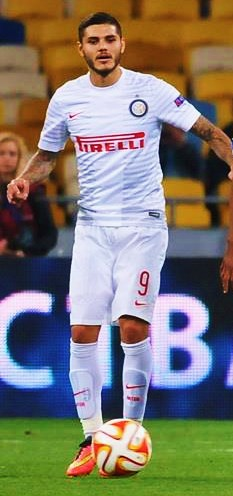
Icardi con el conjunto «neroazzurro».

En julio de 2014, al comienzo de una nueva temporada, Mauro Icardi fue el jugador que más camisetas vendió en el Inter. Siendo ahora uno de los iconos actuales del club, Mauro llevará el 9 nerazzurro. El 26 de julio en un amistoso del Inter de Milán contra el Real Madrid en Estados Unidos en el empate 1-1, Mauro Icardi marcaría un gol de penalti poniendo el empate final del partido.
El 20 de agosto, Mauro Icardi arrancaría la temporada marcando en la cuarta ronda previa de la UEFA Europa League, el Inter de Milán ganaría 3-0 al Stjarnan Garðabær. El 28 de agosto el Inter de Milán jugaría el partido de vuelta de los play-off de la UEFA Europa League contra el Stjarnan Garðabær, lo golearía 6-0 con un global de 9-0 e Icardi marcaría un doblete entrando por Mateo Kovačić.
El 14 de septiembre el Inter de Milán se cruzaba contra el Sassuolo Calcio en la segunda jornada de la Serie A, en la cual el club neroazurro golearía 7-0 con una actuación descomunal de Icardi que se despachó con un triplete. En la jornada 8 de la Serie A, el 26 de octubre, el Inter de Milán jugaría en el Stadio Dino Manuzzi del Cesena, y ganaría por la mínima 1-0 dándole los 3 puntos un gol de Mauro Icardi de penalti tras una falta cometida sobre Rodrigo Palacio del portero Nicola Leali, que fue expulsado.
En la jornada siguiente el Inter de Milán se mediría ante unas de las revelaciones del torneo, la U.C. Sampdoria que ganaría 1-0 con otro gol de penalti de nuevo de Mauro Icardi y así le daría los tres puntos nuevamente. El 9 de noviembre, Mauro Icardi realizaría su segundo doblete en la temporada y el primero en Serie A en un partido contra el Hellas Verona en el empate 2-2.
El Inter de Milán cayó 2-1 ante el Udinese Calcio en la decimocuarta jornada, pero el Icardi anotó tras un gran pase entre líneas del colombiano Freddy Guarín y, con ocho goles, se ubica a solo uno de Carlos Tévez, máximo artillero de la liga italiana. En el minuto 67 de juego Mauro es remplazado por Pablo Daniel Osvaldo, debió salir por una dolencia en el pie. Mauro Icardi sigue demostrando su gran nivel en la Serie A y sigue siendo determinante en un Inter de Milán que no se recupera, el delantero argentino marcaría de penalti en el empate 2-2 de su equipo frente al Nápoles.
El 25 de abril, en el minuto 89 de juego, tras recibir una pase de espalda de Lukas Podolski, marcó y dio al Inter de Milán una victoria en el último suspiro por 2-1 sobre la AS Roma y dejó sin opciones al elenco de la capital para ganar la Liga.
Mauro fue el capocannoniere (máximo goleador) de la Serie A 2014/15 junto a Luca Toni, con 22 goles.
Antes del comienzo de la temporada 2015-16, se anunció que Icardi sería el nuevo capitán del Inter, en sustitución de Andrea Ranocchia, que perdió su estatus después de una mala temporada de 2014-15. En su primer partido como capitán, fue retirado después de 15 minutos durante el triunfo de la liga contra Atalanta; Icardi fue sustituido por Stevan Jovetić, quien anotó el gol de la victoria en el tercer minuto de tiempo adicional. Después de los exámenes, se anunció que Icardi sufrió una lesión en el muslo y se perdió el siguiente partido de liga contra Carpi. Hizo su regreso el 13 de septiembre durante la victoria por 1-0 contra los rivales de Milán y abrió su cuenta una semana después contra Chievo Verona, ayudando al Inter a conseguir la cuarta victoria consecutiva. El 27 de septiembre, Icardi estaba otra vez en la plantilla, pero esta vez en una derrota 1-4 contra Fiorentina, que terminó la racha invicto del Inter de la temporada 2015-16.
Un mes después, el 28 de octubre, después de la victoria por 0-1 sobre Bologna, donde Icardi anotó el único gol del partido tras una asistencia de Adem Ljajić, se quejó de la falta de servicios a él, acusando a sus compañeros de equipo en el proceso. Icardi dijo a los medios de comunicación que: "En diez partidos he recibido cuatro oportunidades de anotar, y he tomado tres, creo que es un buen promedio". Después de eso, fue baneado para el siguiente partido de la liga contra AS Roma, donde el Inter ganó, otra vez una victoria 1-0. Después del partido, el entrenador Mancini dijo que dejar a Icardi en el banquillo fue una "decisión táctica", agregando que Icardi "debe mejorar su juego". Regresó a la alineación titular en el próximo partido de Liga contra el Torino, donde el Inter consiguió otra victoria por 1-0.
El 22 de noviembre, en su 100.ª edición de la Serie A, anotó en una victoria por 4-0 sobre los minnows de Frosinone, ayudando al Inter a sellar su mayor victoria de la temporada. El 13 de diciembre, Icardi anotó su primera puñalada de la temporada, en la derrota 0-4 del Udinese, beneficiándose en ambas ocasiones de los errores de los defensores del Udinese. En el partido final del Inter de 2015, el gol de Icardi no fue suficiente para evitar la derrota por 2-1 en casa contra el Lazio, pero aun así el equipo logró terminar el año en el primer lugar. Al final del año, Icardi fue clasificado como el 82o mejor futbolista del mundo por el periódico inglés The Guardian.
El 6 de enero de 2016, Icardi terminó el pase de Ivan Perišić de cerca para el único gol de visitante ante Empoli, poniendo al Inter en cabeza de la Serie A. Un mes después, el 3 de febrero, anotó su 50.º gol en todas las competiciones, en el triunfo de casa sobre Chievo, devolviendo Inter a sus maneras que ganaban después de cuatro partidos consecutivos. En febrero de 2016, varios periódicos informaron que el Inter había rechazado una oferta de 30 millones de euros del Manchester United para firmar a Icardi. El 9 de abril, anotó su 50.º gol de Serie A en un triunfo por 1-0 sobre Frosinone, haciendo su 100.ª aparición del Inter en el proceso.
Icardi comenzó la temporada el 21 de agosto al jugar en la derrota por 2-0 contra el ChievoVerona en el primer partido de la liga y marcó su primer gol de la temporada una semana después durante el empate 1-1 contra el Palermo en casa. El 11 de septiembre, Icardi marcó dos goles, uno de ellos en el último minuto, en la victoria ante el recién ascendido Pescara para la primera victoria de la temporada con el nuevo entrenador Frank de Boer. Una semana más tarde, en el derby de Italia contra la Juventus, Icardi marcó un empate a los 68 minutos, y dio el gol de Ivan Perišić diez minutos más tarde, y el Inter remontó ante sus eterno rival por primera vez en liga desde noviembre de 2012. Fue el séptimo gol de Icardi en ocho apariciones contra la Juventus, convirtiéndolos así en su oponente favorito para marcar. Esto fue seguido por un apoyo en la victoria del Inter por 2-0 en Empoli tres días después, tomando la delantera en la tabla de goleadores con seis goles en seis partidos; también fue la primera vez que marcó en cuatro partidos consecutivos de la Serie A.
El 7 de octubre, Icardi firmó una nueva extensión del contrato con el Inter hasta junio de 2021, con una cláusula de rescisión de 110 millones de euros. Con el nuevo contrato, Icardi ganará 4,5 millones de euros por temporada más bonificaciones diversas basadas en sus actuaciones, objetivos y derechos de imagen. Poco después de firmar el contrato, Icardi declaró: "Estoy muy contento de haber firmado este nuevo contrato que me mantendrá en el club hasta el 2021. Mi sueño es ganar trofeos con este equipo. He oído muchas cosas durante la ventana de transferencia, Como tú siempre haces, pero el club estaba a mi lado, tengo a mi agente y esposa Wanda para agradecer por esta renovación y todos estamos complacidos en casa".[cita requerida]
Icardi marcó el empate para vencer al Torino por 2 a 1 en San Siro, dándole al Inter su primera victoria en sus últimos cinco partidos. El 28 de noviembre marca un doblete en la victoria 4 a 2 sobre la Fiorentina. El 21 de diciembre vuelve y marca dos goles en la buena victoria 3 a 0 sobre la Lazio.[cita requerida]
Su primer gol del 2017 lo hace el 14 de enero en la victoria 3 a 1 sobre el ChievoVerona. El 12 de marzo vuelve a marcar un hat-trick en la super goleada 7 a 1 sobre la Atalanta saliendo como una de las figuras del partido.
El 22 de abril anotó otro hat-trick, esta vez ante la Fiorentina en la derrota 5-4.
En la temporada 2017-18 el delantero marca 11 goles en los primeros 10 jornadas, con tres dobles (contra Fiorentina, Roma y Sampdoria) y un triplete contra el Milan (en el derbi ganó 3-2 para Internazionale), tras haber marcado solamente un gol frente a los rossoneri en 9 partidos.

### París Saint-Germain
El 2 de septiembre de 2019, el Paris Saint-Germain F. C. anunció su incorporación como cedido hasta el 30 de junio de 2020 con opción de compra. El 1 de octubre anotó su primer gol con el PSG ante el Galatasaray por la Champions league con victoria 1 a 0 en Turquía. Luego se convirtió en una pieza clave, le marcó un doblete por Champions al Brujas en Bélgica con victoria de 5 a 0. También convirtió un doblete ante el Olympique de Marsella con victoria de 4 a 0. Marcó un triplete en un partido contra el Saint Etienne por la copa de Francia en una victoria por 6 a 1. luego de su buen rendimiento en la temporada, se confirmó que el PSG hizo uso de la opción del delantero argentino por 50 millones de euros, firmando un contrato por cuatro temporadas.

### Galatasaray
El 2 de septiembre de 2022, el Galatasaray anunció su incorporación como cedido hasta el 30 de junio de 2023 con opción de compra.

## Selección nacional

### Categorías inferiores
Ha sido internacional con la Selección de fútbol sub-20 de Argentina. El debut con Argentina se dio el 26 de julio, cuando el DT de la selección Sub-20 Marcelo Trobbiani lo llamó para el partido amistoso contra Alemania el 14 de agosto en Frankfurt y en el Torneo de Alcudia que se celebró en Valencia del 16 al 23 de agosto. El 19 de ese mes marcó su primer gol con la camiseta Albiceleste Sub- 20 en el partido en que Argentina derrotó a Japón por 2-0. El 22 de agosto en el partido contra Turquía marcó su primer doblete en la victoria 2-1. El 23 de agosto, Argentina ganó el torneo e Icardi fue premiado como el máximo goleador del evento en el que anotó en 3 ocasiones. Fue convocado para el Campeonato Sudamericano de Fútbol Sub-20 de 2013 que se disputaba en Mendoza pero UC Sampdoria no lo cedió.

### Selección absoluta
El 1 de octubre de 2013 Alejandro Sabella convocó a Icardi por primera vez a la selección argentina, en lugar del lesionado Lionel Messi, para la doble y última jornada de las Eliminatorias sudamericanas para Brasil 2014 ante Perú y Uruguay, el 11 y 15 de octubre, respectivamente. Entró a los 80 minutos en lugar de Augusto Fernández en el partido contra Uruguay.
En mayo de 2017, fue nuevamente citado a la selección mayor por Jorge Sampaoli, para los amistosos contra Brasil y Singapur el 9 y 13 de junio, volviendo a la selección después de cuatro años. En agosto del mismo año fue convocado para los partidos de Clasificación al Mundial 2018 ante Uruguay el 31 de agosto y el 5 de septiembre ante Venezuela, en los que debutó oficialmente como jugador titular. El 10 de octubre de 2017, ingresó en el segundo tiempo del decisivo partido contra Ecuador en la altura de Quito para definir la clasificación a la Copa Mundial de Fútbol de 2018. Tuvo una situación clara de cara al arquero ecuatoriano (el denominado "mano a mano") que no logró resolver adecuadamente y su remate cerrado fue controlado por el guardameta ecuatoriano.
En mayo de 2018, Icardi apareció en la lista preliminar de los 23 jugadores que podrían disputar el certamen, aunque el jugador finalmente sería desafectado del torneo debido a la inclusión de otros delanteros que ya cumplían su función, como fue el caso de Gonzalo Higuaín y Sergio "Kun" Agüero.
En septiembre, Icardi fue convocado para disputar la doble fecha FIFA del mes de septiembre frente a las selecciones de Guatemala y Colombia, en esta ocasión, por Lionel Scaloni (quien había tomado el cargo de DT en condición de interino luego de la renuncia de Sampaoli al combinado nacional luego del fracaso albiceleste en Rusia), como referente de una renovación generacional del plantel encabezada por el nuevo entrenador y usando la dorsal 9, en reemplazo de Higuaín; sin embargo, debido a algunas molestias musculares, Icardi no participó del primer amistoso contra Guatemala, aunque sí fue titular ante Colombia, donde tuvo varias situaciones claras de gol, pero que no lograría definir correctamente, y terminaría saliendo sustituido por Marcos Acuña en el minuto 84. Icardi fue luego citado por Scaloni para los partidos del mes de octubre ante Irak y Brasil, jugando como titular el clásico frente a la canarinha hasta los 88', cuando en su lugar entró Giovanni Simeone. En noviembre, el delantero del Inter fue incluido una vez más al llamado albiceleste de cara a los últimos partidos del seleccionado nacional en 2018, ambos contra el conjunto mexicano. En el primer encuentro ante el combinado tricolor, el 16 de noviembre, Icardi reemplazaría a Lautaro Martínez a los 57', donde estuvo muy cerca de poner el 2-0 a favor de la celeste y blanca a los 83' (Ramiro Funes Mori había marcardo el primer tanto), cuando el zaguero azteca Isaác Brizuela se interpuso en su camino para intentar desviar el pase proveniente de Renzo Saravia, resultando en un autogol que favoreció a Argentina a conseguir dicho resultado, aunque Icardi lograría su primer gol internacional con la albiceleste cuatro días después, el 20 de noviembre, marcando el 1-0 parcial a tan solo segundos de haberse iniciado el cotejo ante los mexicanos, que nuevamente finalizaría en un 2-0 albiceleste (Paulo Dybala sellaría el triunfo argentino marcando el segundo gol).

#### Participaciones en Eliminatorias al Mundial
| Torneo                        | Resultado | Partidos | Goles |
| ----------------------------- | --------- | -------- | ----- |
| Eliminatorias Mundial de 2014 | 1º lugar  | 1        | 0     |
| Eliminatorias Mundial de 2018 | 3º lugar  | 3        | 0     |

## Estadísticas

### Clubes
Actualizado al último partido disputado el 7 de noviembre de 2024.
| Club                              | Div.          | Temporada     | Liga  | Liga  | Liga   | Copas nacionales | Copas nacionales | Copas nacionales | Torneos internacionales | Torneos internacionales | Torneos internacionales | Total | Total | Total  | Media goleadora |
| Club                              | Div.          | Temporada     | Part. | Goles | Asist. | Part.            | Goles            | Asist.           | Part.                   | Goles                   | Asist.                  | Part. | Goles | Asist. | Media goleadora |
| --------------------------------- | ------------- | ------------- | ----- | ----- | ------ | ---------------- | ---------------- | ---------------- | ----------------------- | ----------------------- | ----------------------- | ----- | ----- | ------ | --------------- |
| U. C. Sampdoria · Italia          | 2.ª           | 2011-12       | 2     | 1     | 0      | —                | —                | —                | —                       | —                       | —                       | 2     | 1     | 0      | 0.50            |
| U. C. Sampdoria · Italia          | 1.ª           | 2012-13       | 31    | 10    | 4      | —                | —                | —                | —                       | —                       | —                       | 31    | 10    | 4      | 0.32            |
| U. C. Sampdoria · Italia          | Total club    | Total club    | 33    | 11    | 4      | 0                | 0                | 0                | 0                       | 0                       | 0                       | 33    | 11    | 4      | 0.33            |
| Inter de Milán · Italia           | 1.ª           | 2013-14       | 22    | 9     | 2      | 1                | 0                | 0                | —                       | —                       | —                       | 23    | 9     | 2      | 0.39            |
| Inter de Milán · Italia           | 1.ª           | 2014-15       | 36    | 22    | 8      | 2                | 1                | 0                | 10                      | 4                       | 1                       | 48    | 27    | 9      | 0.56            |
| Inter de Milán · Italia           | 1.ª           | 2015-16       | 33    | 16    | 4      | 1                | 0                | 0                | —                       | —                       | —                       | 34    | 16    | 4      | 0.47            |
| Inter de Milán · Italia           | 1.ª           | 2016-17       | 34    | 24    | 9      | 2                | 0                | 0                | 5                       | 2                       | 0                       | 41    | 26    | 9      | 0.63            |
| Inter de Milán · Italia           | 1.ª           | 2017-18       | 34    | 29    | 2      | 2                | 0                | 0                | —                       | —                       | —                       | 36    | 29    | 2      | 0.81            |
| Inter de Milán · Italia           | 1.ª           | 2018-19       | 29    | 11    | 4      | 2                | 2                | 1                | 6                       | 4                       | 0                       | 37    | 17    | 5      | 0.46            |
| Inter de Milán · Italia           | Total club    | Total club    | 188   | 111   | 29     | 10               | 3                | 1                | 21                      | 10                      | 1                       | 219   | 124   | 31     | 0.57            |
| Paris Saint-Germain F. C. Francia | 1.ª           | 2019-20       | 20    | 12    | 3      | 7                | 3                | 1                | 7                       | 5                       | 0                       | 34    | 20    | 4      | 0.59            |
| Paris Saint-Germain F. C. Francia | 1.ª           | 2020-21       | 20    | 7     | 4      | 5                | 6                | 1                | 3                       | 0                       | 1                       | 28    | 13    | 6      | 0.46            |
| Paris Saint-Germain F. C. Francia | 1.ª           | 2021-22       | 24    | 4     | 0      | 3                | 1                | 0                | 3                       | 0                       | 0                       | 30    | 5     | 0      | 0.17            |
| Paris Saint-Germain F. C. Francia | Total club    | Total club    | 64    | 23    | 7      | 15               | 10               | 2                | 13                      | 5                       | 1                       | 92    | 38    | 10     | 0.41            |
| Galatasaray S. K. Turquía         | 1.ª           | 2022-23       | 24    | 22    | 7      | 2                | 1                | 1                | —                       | —                       | —                       | 26    | 23    | 8      | 0.88            |
| Galatasaray S. K. Turquía         | 1.ª           | 2023-24       | 34    | 25    | 9      | 1                | 1                | 0                | 12                      | 6                       | 3                       | 47    | 32    | 12     | 0.68            |
| Galatasaray S. K. Turquía         | 1.ª           | 2024-25       | 7     | 4     | 1      | 1                | 0                | 0                | 6                       | 2                       | 1                       | 14    | 6     | 2      | 0.43            |
| Galatasaray S. K. Turquía         | Total club    | Total club    | 65    | 51    | 17     | 4                | 2                | 1                | 18                      | 8                       | 4                       | 87    | 61    | 22     | 0.70            |
| Total carrera                     | Total carrera | Total carrera | 350   | 196   | 57     | 29               | 15               | 4                | 52                      | 23                      | 6                       | 431   | 234   | 67     | 0.54            |
| 1. 2. 3.                          |               |               |       |       |        |                  |                  |                  |                         |                         |                         |       |       |        |                 |

### Hat-tricks
| Lista de partidos en los que anotó tres o más goles | Lista de partidos en los que anotó tres o más goles | Lista de partidos en los que anotó tres o más goles | Lista de partidos en los que anotó tres o más goles | Lista de partidos en los que anotó tres o más goles | Lista de partidos en los que anotó tres o más goles | Lista de partidos en los que anotó tres o más goles |
| #                                                   | Fecha                                               | Estadio                                             | Partido                                             | Goles                                               | Resultado                                           | Competición                                         |
| --------------------------------------------------- | --------------------------------------------------- | --------------------------------------------------- | --------------------------------------------------- | --------------------------------------------------- | --------------------------------------------------- | --------------------------------------------------- |
| 1                                                   | 27 de enero de 2013                                 | Estadio Luigi Ferraris, Sampdoria                   | Sampdoria – Pescara                                 |                                                     | 6 – 0                                               | Serie A 2012-13                                     |
| 2                                                   | 14 de septiembre de 2014                            | Estadio San Siro, Milán                             | Internazionale – Sassuolo                           |                                                     | 7 – 0                                               | Serie A 2014-15                                     |
| 3                                                   | 12 de marzo de 2017                                 | Estadio San Siro, Milán                             | Internazionale – Atalanta                           |                                                     | 7 – 1                                               | Serie A 2016-17                                     |
| 4                                                   | 22 de abril de 2017                                 | Estadio Artemio Franchi, Florencia                  | Fiorentina – Internazionale                         |                                                     | 5 – 4                                               | Serie A 2016-17                                     |
| 5                                                   | 15 de octubre de 2017                               | Estadio San Siro, Milán                             | Internazionale - Milan                              |                                                     | 3 – 2                                               | Serie A 2017-18                                     |
| 6                                                   | 18 de marzo de 2018                                 | Stadio Luigi Ferraris, Sampdoria                    | UC Sampdoria - Internazionale                       |                                                     | 0 - 5                                               | Serie A 2017-18                                     |
| 7                                                   | 8 de enero de 2020                                  | Parque de los Príncipes, París                      | Paris Saint-Germain - Saint-Étiene                  |                                                     | 6 - 1                                               | Copa de la Liga 2019-20                             |
| 8                                                   | 21 de abril de 2021                                 | Parque de los Príncipes, París                      | Paris Saint-Germain - Angers SCO                    |                                                     | 5 - 0                                               | Copa de Francia 2020-21                             |
| 9                                                   | 14 de abril de 2023                                 | Nef Stadium, Estambul                               | Galatasaray SK - Kayserispor                        |                                                     | 6 - 0                                               | Superliga de Turquía 2022-23                        |

## Palmarés

### Campeonatos nacionales
| Título                     | Club                      | País    | Año     |
| -------------------------- | ------------------------- | ------- | ------- |
| Ligue 1                    | Paris Saint-Germain F. C. | Francia | 2019-20 |
| Copa de Francia            | Paris Saint-Germain F. C. | Francia | 2019-20 |
| Copa de la Liga de Francia | Paris Saint-Germain F. C. | Francia | 2019-20 |
| Supercopa de Francia       | Paris Saint-Germain F. C. | Francia | 2020    |
| Copa de Francia            | Paris Saint-Germain F. C. | Francia | 2020-21 |
| Ligue 1                    | Paris Saint-Germain F. C. | Francia | 2021-22 |
| Supercopa de Francia       | Paris Saint-Germain F. C. | Francia | 2022    |
| Superliga de Turquía       | Galatasaray S. K.         | Turquía | 2022-23 |
| Supercopa de Turquía       | Galatasaray S. K.         | Turquía | 2023    |
| Superliga de Turquía       | Galatasaray S. K.         | Turquía | 2023-24 |
| Copa de Turquía            | Galatasaray S. K.         | Turquía | 2024-25 |
| Superliga de Turquía       | Galatasaray S. K.         | Turquía | 2024-25 |

### Distinciones individuales
| Distinción                                     | Año     |
| ---------------------------------------------- | ------- |
| Capocannoniere (22 goles)                      | 2014-15 |
| Equipo del Año en la Serie A                   | 2014-15 |
| Mejor Gol del Año en el Calcio                 | 2017-18 |
| Futbolista del Año en la Serie A               | 2017-18 |
| Equipo del Año en la Serie A                   | 2017-18 |
| Capocannoniere (29 goles)                      | 2017-18 |
| Once ideal de la Superliga de Turquía          | 2022-23 |
| Mejor Futbolista de Turquía                    | 2022-23 |
| Goleador de la Superliga de Turquía (25 goles) | 2023-24 |